# Îles Pedagne
Les îles Pedagne sont un archipel composé de 6 îles qui sépare le port de Brindisi (it) de la mer Adriatique. 
Les principales îles sont celles de Sant'Andrea, Pedagna Grande, la Chiesa et Traversa.

## Les îles

### Sant'Andrea
Île plus grande de l'archipel, Sant'Andrea portait le nom de Bara et est déjà mentionnée à l'époque romaine par Appien, César, Pline l'Ancien, Lucain. Pendant la Guerre Civile romaine (49-45 av.-J.-C.) l'île a été utilisée par Lucius Scribonius Libo, beau-fils de Pompée comme base d'attaque pour commander une flotte de 50 navires, mais Marc Antoine l'assiégea en lui coupant l'eau potable, l'obligeant à s'enfuir .

### Pedagna Grande
Deuxième île par sa dimension. Sur l'île il y a une batterie militaire Frères Bandiera, construite en 1916. Zone militaire d'entraînement,.
L'île est reliée à la terre ferme par la strada delle Pedagne qui mène à la zone industrielle de  Brindisi.

### Giorgio Treviso
L'île qui est plane et comporte peu de végétation est zone militaire et se situe entre les îles de Pedagna Grande et la Chiesa.

### La Chiesa
L'île qui est plate et comporte peu de végétation comporte la Grotta dell'Eremita (grotte de l'Ermite) où se trouvent des fresques fortement dégradées qui représentaient probablement la Nativité. Elle était par le passé reliée au monastère de Sant'Andrea, construit au bas Moyen Âge,.

### Traversa
L'île est la seconde plus petite de l'archipel et est occupée par un phare à base circulaire, construit en 1859, fonctionnel depuis le 1er février 1861 et visible à 24 km,.

### Monacello
Île la plus petite de l'archipel, sans végétation, écueil entre les îles de La Chiesa et Traversa.